# Света Троица (Неговановци)
Вижте пояснителната страница за други значения на Възнесение Господне.
„Света Троица“ е православна църква във видинското село Неговановци.

## История
Старата църквата в с. Неговановци е съществувала още през 1876 г. със свещеник поп Йон, пише в албум „Православните храмове и манастири в област Видин“, с автори архимандрит Антим Маноилов и Анюта Каменова – Борин . Сградата на храма била паянтова и затова на 11 юли 1920 г. църковното настоятелство взело решение за построяване на масивна църква, като създава фонд за набиране на средства и инициативен комитет. Средствата били събрани от продажба на 20 дка земя, помощи от съседните села, както и събиране на жито в църковния хамбар за тая цел. 
Проектът е възложен на архитект Коста Николов от София, който е родом от Видин. Поради опасно срутване през 1922 г. се построява малко помещение до църквата за съхранение на иконите. Строителството е поето от Стефан Богоев. 
Иконостасът е от 1927 г. като заедно с архиерейският трон и отредените две места за певците са изработени от художника Филип Филипов. Част от иконите са дело на Господин Желязков, руски възпитаник, който изографисва и част от стените в патриаршеската катедрала „Св. Александър Невски“ в София, видинските храмове „Св. Димитър Солунски“ и „Св. Николай“, работи и в редица манастири. 
Друга част от иконите са рисувани от известният български художник Тихомир Коджаманов от Видин. В църквата се пазят по-стари икони от анонимни самоковски  и дебърски зографи, останали сигурно от по-стария храм, пише в том първи на книгата „Дебърски майстори във Видинска епархия“, издание на Института за изследване на изкуствата – БАН. Най-вероятно иконите „Арх. Михаил вади душата на богатия“ (1885), „Богородица с Младенеца“ , „Св. Йоан Предтеча“, „Възкресение Христово" (надживописана) са дело на самоковския зограф Иван Доспевски. Запазени в храма до днес са и девет икони – дело на дебърските зографи.
Освещаването на храма е на 15-16 октомври 1927 г. 
От 1901 г.-1921 г. свещеник е Петър Петров, следван от Иван Атанасов – от 1922-1966 г. В по-ново време в храма са служили Флоро Чорганов, Генади Георгиев, Любомир Цветанов и Владимир Перков.

## Описание
В храма има живопис от майстори от Дебърската художествена школа. Иконостасът на храма е дело на дебърски майстори от рода Филипови.